# DVB-T2

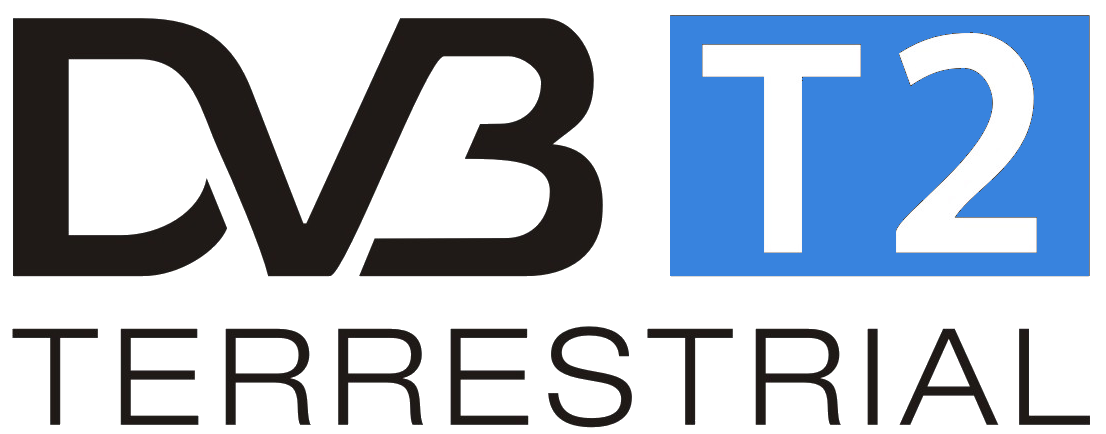
DVB-T2的标志

地面數碼視訊廣播-第二代（英語：Digital Video Broadcasting — Second Generation Terrestrial），是數碼地面電視標準DVB-T的擴展。
DVB-T2使用帶級聯信道編碼和交織的OFDM調製，在「物理層管道」（PLP）中傳輸壓縮的數碼音頻、視頻和其他數據。相對於其先前的DVB-T，更高的位元速率使其成為一種適合在地面電視頻道上傳輸HDTV信號的系統（儘管許多廣播公司仍為此使用普通的DVB-T）。
2012年8月，DVB-T2被國際電信聯盟建議書ITU-RBT.1877-1採納，正式成為第一個第二代地面數碼電視國際標準。DVB-T2 採用高效率調製方式，降低開銷、增加選項，頻譜效率比DVB-T高約30%；最大傳輸速率有了較大提高，8MHz 帶寬內支持TS 流傳輸速率達50Mb/s ;採用LDPC+BCH 糾錯編碼，接收C/N 門限比DVB-T 顯著降低;採用高達256 階的QAM、高達32K 的FFT 塊長以及優化的導頻技術;採用多層幀結構的超幀，實現時頻二維信號動態分配;採用多天線技術，MISO 技術，支持增強型的單頻網服務;採用物理管道，支持多業務廣播。